# フェイマス・プレイヤーズ・フィルム・カンパニー
フェイマス・プレイヤーズ・フィルム・カンパニー（Famous Players Film Company、1912年 設立 - 1916年 合併）は、かつて存在したアメリカ合衆国の映画製作会社である。現在のパラマウント映画の源流となった会社である。

## 略歴・概要
1912年（明治45年）、当時39歳のアドルフ・ズコールが、ニューヨーク演劇界の強力な興行主であったフローマン兄弟とパートナーシップを結び、設立した。
同社は、短篇映画、長篇映画のいずれも興行に付されたサイレント映画の時代の中で、その両方を製作した。設立当時に所属した監督は、ヒュー・フォード、J・サール・ドウリー、エドウィン・S・ポーターであった。翌1914年（大正3年）、アラン・ドワンがこれに加わった。俳優は、メアリー・ピックフォード、ジェイムズ・オニール、ローラ・ソーヤーらが所属した。
1916年（大正5年）、ジェシー・L・ラスキーが経営するジェシー・L・ラスキー・フィーチャー・プレイ・カンパニーと合併し、フェイマス・プレイヤーズ＝ラスキーとなった。
現在のパラマウント映画の創立年が「1912年」となっているのは、この「フェイマス・プレイヤーズ・フィルム・カンパニー」の設立をパラマウント映画の創立としているからである。

## 関連事項
- アドルフ・ズコール
- フローマン兄弟 （en:Frohman brothers）
- J・サール・ドウリー （en:J. Searle Dawley）
- エドウィン・S・ポーター （en:Edwin Stanton Porter）
- ヒュー・フォード （en:Hugh Ford）
- ジェイムズ・オニール （en:James O'Neill (actor)）
- ローラ・ソーヤー （en:Laura Sawyer）
- ジェシー・L・ラスキー （en:Jesse Louis Lasky）
- ジェシー・L・ラスキー・フィーチャー・プレイ・カンパニー
- フェイマス・プレイヤーズ＝ラスキー （en:Famous Players-Lasky）